# Herpsilochmus stotzi
Herpsilochmus stotzi  (лат.) — вид птиц из семейства типичные муравьеловковые. Известен из центральной части Бразильской Амазонии. Описан в 2013 году. Питаются насекомыми. МСОП присвоил виду охранный статус LC.

## Описание
Общая длина птицы составляет около 11,5 см, а вес — 10,8 г. У самцов на голове чёрная шапочка с отдельными белыми пятнами или прожилками, маленькие чёрные перья на лбу имеют желтовато-коричневые кончики, дающие эффект полосатости. Боковая поверхность шеи и вся верхняя часть тела серого цвета со слабым оливково-зелёным оттенком. Расположение перьев на чёрных крыльях создает впечатление двух чётко выраженных белых полос.